# Bảy viên ngọc rồng: 'F' hồi sinh
Dragon Ball Z: 'F' hồi sinh (Nhật: ドラゴンボールZ　復活の「F」 Hepburn: Doragon Bōru Zetto: Fukkatsu no Efu, lit. "Dragon Ball Z: Resurrection of F") là bộ phim hoạt hình dựa trên loạt phim Dragon Ball. Dự kiến phim sẽ được chiếu trên các rạp của Nhật vào ngày 18 tháng 4 năm 2015. Bộ phim do chính tác giả Toriyama Akira viết kịch bản và tạo hình nhân vật.

## Nội dung
Một ngày hòa bình trên trái đất, hai tên tàn dư của quân đội Frieza là Sorbet (ソルベ) và Tagoma (タゴマ) đã tìm kiếm những viên ngọc rồng với mục đích hồi sinh Frieza. Họ đã thành công. Frieza sau khi hồi sinh đã tìm cách trả thù những người Saiyans.

## Golden Frieza
Cấp độ mà Frieza đạt được sau 4 tháng luyện tập. Ở cấp độ này, Frieza có màu vàng kim xen lẫn chút màu tím và mạnh hơn trước.

## Super Saiyan God Super Saiyan (SSGSS)
Cấp độ của Goku và Vegeta đạt được trong quá trình tập luyện với Whis-Hầu cận và cũng là sư phụ của thần hủy diệt Beerus (Bills). Mái tóc giống với cấp độ Super Saiyan (SSJ), nhưng tóc, mắt, lông mày có màu xanh lam. Cấp độ này được cho là "Super Saiyan của Super Saiyan God" hay còn được gọi là "Super Saiyan Blue".